# Sexy! No No No...
"Sexy! No No No..." (em português: Sexy! Não Não Não...) é o 16º single do grupo pop britânico Girls Aloud, e o primeiro do seu quarto álbum de estúdio, Tangled Up. O single foi lançado em formato digital em 31 de agosto de 2007, e em formato físico em 3 de setembro de 2007 pela gravadora Fascination Records. O riff da música é um sampler da canção "Hair of the Dog" da banda Nazareth, a qual foram dados os devidos créditos.

## Lançamento e Recepção
Sarah Harding descreveu "Sexy! No No No..." no site oficial das Girls Aloud como "agitada", e um grande avanço no som do grupo. A estréia da música foi no programa "The Chris Moyles Show" da "BBC Radio 1" em 20 de julho, as 7:55am. Uma versão de alta qualidade da música havia vazado na noite anterior, e a versão oficial para as rádios vazou na internet no dia da estréia. O single foi classificado na lista B da "BBC Radio 1".
As Girls Aloud fizeram sua primeira apresentação na TV com esta música no "T4 on the Beach" do "Channel 4", em 22 de julho, tendo uma boa recepção dos fãs. O grupo ainda se apresentou com a canção nos programas "Dance X", "The National Lottery", "GMTV", e o especial da ITV "Saturday Night Divas".

## Videoclipe
Nadine Coyle disse no programa "Saturday Night With Miriam" no dia 14 de julho que as Girls Aloud filmariam o clipe no início da semana de 16 de julho. Nos bastidores do programa "T4 on the Beach", Kimberley Walsh disse que esse vídeo foi o mais artístico e agitado que o grupo já fez. O "Daily Star" divulgou imagens das filmagens em 7 de agosto, com as garotas vestidas com apertados "catsuits" pretos de PVC, de pé em frente a uma tela verde, o que sugere que seriam usados efeitos especiais no clipe. O vídeo, dirigido por Trudy Bellinger, estreou em canais musicais a cabo e por satélite em 10 de agosto.
O clipe começa com uma vitrola sendo colocada para tocar, a música começa, e as garotas aparecem com maquiagem pesada e grandes cílios postiços, vestidas com seus catsuits pretos na frente de um material vermelho, com cenas mostrando flores pretas e vermelhas e outros com uma "costureira" começando a trabalhar em um vestido, então Cheryl começa a cantar seu solo. Quando o refrão começa, a imagem abre, e o material vermelho do fundo se transforma no vestido inflável gigante que as garotas estão vestindo. A costureira começa a colocar alfinetes gigantes nos vestidos, até que os alfinetes rasgam os vestidos, e as garotas os tiram, voltando a aparecer em seus catsuits, cercadas pelas linhas de seus vestidos. O vídeo chega ao fim, com cenas do rosto de cada garota intercaladas com imagens das flores pretas e vermelhas, encerrando com a costureira desligando a vitrola.
O clipe é semelhante ao de "Fighter", de Christina Aguilera, pois ambos os vídeos mostram grandes vestidos infláveis e alfinetes gigantes. O clipe venceu o prêmio "Virgin Media Award" na categoria "Melhor Vídeo".

## Faixas e formatos
Esses são os principais formatos e tracklists lançados do single de "Sexy! No No No...".
UK CD1 (Fascination)
1. "Sexy! No No No..." - 3:18
2. "Something Kinda Ooooh" (Live at Bournemouth International Centre) - 3:24

UK CD2 (Fascination)
1. "Sexy! No No No..." - 3:18
2. "Sexy! No No No..." (Tony Lamezma's "Yes Yes Yes" Mix) - 6:16
3. "Dog Without A Bone" - 4:01
4. "Sexy! No No No..." (Video) - 3:18

Download exclusivo no iTunes
1. "Sexy! No No No..." (Xenomania Club Mix) - 5:00

Digital na Holanda
1. "Sexy! No No No..." - 3:18

Digital nos EUA
1. "Sexy! No No No..." - 3:18

## Versões
Essas são as versões oficiais e remixes realizados em suas respectivas tracklists:
| Versão                           | Onde foi lançado                       |
| -------------------------------- | -------------------------------------- |
| Album Version                    | "Sexy! No No No..." single, Tangled Up |
| Tony Lamezma's "Yes Yes Yes" Mix | "Sexy! No No No..." single, Mixed Up   |
| Video                            | "Sexy! No No No..." single             |
| Xenomania Club Mix               | Download exclusivo no iTunes           |

## Desempenho nas paradas
As cópias físicas do single começaram a ser vendidas em 3 de setembro de 2007, mas já era possível fazer o download da música pelo iTunes em 31 de agosto. A música entrou nas paradas britânicas em 64º lugar em 9 de setembro, e saltou 59 posições na segunda semana, ficando em 5º lugar. Após 8 semanas do lançamento, o single saiu do Top 75. No início da semana de 11 de novembro, a música saltou do 108º lugar, para o 92º. Duas semanas depois, voltou ao Top 75, em 52º lugar, e na semana seguinte em 70º.

### Posiçao nas paradas
| Chart (2007)                 | Posição |
| ---------------------------- | ------- |
| El Salvador - Radio Charts   | 3       |
| Reino Unido - Singles Chart  | 5       |
| Reino Unido - Download Chart | 6       |
| Eslovênia                    | 7       |
| Irlanda - Singles Chart      | 11      |
| Croácia                      | 23      |
| Lituânia - Airplay Chart     | 65      |
| Eurochart Hot 100 Singles    | 17      |
| Euro 200 Singles Chart       | 18      |
| World Top 100 Singles        | 35      |